# Velika američka razmjena životinja
Velika američka razmjena životinja bio je važan biogeografski događaj prije oko tri milijuna godina. Migrirale su kopnene i slatkovodne životinje preseljenjem iz Sjeverne Amerike u Južnu Ameriku i obratno. 
Migracija se dogodila tijekom pliocena, prije 3,6-2,6 milijuna godina, kada se uzdignula Panamska prevlaka i spojila dva američka kontinenta, pa su životinje mogle prelaziti iz jednoga u drugi. Nastankom kopnenog mosta, na području današnje Paname spojile su se neotropska (otprilike Južna Amerika) i nearktička ekozona (otprilike današnja Sjeverna Amerika). 
Razmjena životinja vidljiva je i iz stratigrafije i prirode. Najveći učinak bio je na razmjeni sisavaca, ali također i kod slaboletećih i letećih ptica, gmazova pa čak i slatkovodnih riba.
Alexander von Humboldt i Charles Darwin raspravljali su o razlikama životinjskog svijeta Sjeverne i Južne Amerike. Alfred Russel Wallace prvi je znanstveni predstavio veliku američku razmjenu životinja 1876. godine.
Slična razmjena dogodila se ranije u kenozoiku, kada se dogodio kontakt Indije i Afrike s Euroazijom, prije oko 50 - 30 milijuna godina.